# Bolotettix anomalus
Bolotettix anomalus är en insektsart som först beskrevs av Hancock, J.L. 1910.  Bolotettix anomalus ingår i släktet Bolotettix och familjen torngräshoppor. Inga underarter finns listade i Catalogue of Life.